# Аркутино
Аркутино або Мечеське болото — болото-лагуна в Бургаській області, муніципалітет Приморсько, близько 2,5 км на північний захід від гирла річки Ропотамо. Болото є частиною заповідника Ропотамо. Від моря відокремлюється піщаними дюнами, на яких росте піщана лілія. Пляж навпроти болота називають Аркутино. Його площа — 62,2 га, глибина — 0,5 м, солоність — 0,2 проміле.
З затоки відкривається чудовий вид на острів Сент-Томас — одне з місць в Болгарії, де зустрічаються дикоростучі кактуси роду Опунція. У північній частині району побудоване вілла-селище, яке необоротно змінює незайманий вигляд території.
Відкрита тільки частина акваторії Аркутино, решта покрита густою водною і болотною рослинністю, представленою різними типами водяних лілій, ряски, грястиць, глечиків.Тут одне з найбагатших родовищ біло-жовтої водної троянди, білоцвітів. Прибережні райони покриті очеретом. У болоті мешкає рідкісна рибка карликова гамбузія. Аркутино — головна проміжна зупинка птахів на Віа Понтіка. Тут гніздяться рідкісні види птахів.

## Докладніше
- Аркуш карти K-35-68 Мичурин. Масштаб: 1 : 100 000. Стан місцевості на 1980 р. Видання 1986 р. (рос.)